# Domenico Agostini
Domenico Agostini (Treviso, 31 de maio de 1825 – Veneza, 31 de dezembro de 1891) foi um cardeal italiano da Igreja Católica, Patriarca de Veneza.

## Biografia
Fez seus estudos iniciais em casa e depois, frequentou a Scuole di San Nicolò, em Treviso (currículo elementar e médio), o Seminário de Treviso (teologia) e a Universidade de Pádua, onde obteve doutorados em filosofia e direito. Juntou-se à milícia de cidadãos durante a guerra com a Áustria entre 1848 e 1849, quando deixou o seu status clerical, retomando-o em 1850.
Foi ordenado padre em 15 de março de 1851, na Capela da Trindade no Seminário de Veneza pelo patriarca de Veneza Jacopo Monico. Na diocese de Treviso, foi coadjutor da paróquia de San Stefano, membro do corpo docente e diretor espiritual de seu seminário. Foi membro da Companhia de Jesus por dois anos, entre 1857 e 1859. Na diocese de Treviso novamente, foi juiz do tribunal eclesiástico, diretor dos tercianos, assistente e animador da Conferência de São Vicente de Paulo, arcipreste do capítulo da catedral, além de chanceler e pró-vigário-geral, em 1863.
Foi nomeado pelo Papa Pio IX como bispo de Chioggia em 27 de outubro de 1871, sendo consagrado em 17 de dezembro na Basílica de Santa Maria della Salute por Giuseppe Luigi Trevisanato, Cardeal-patriarca de Veneza, coadjuvado por Federico Maria Zinelli, bispo de Treviso e Salvatore Giovanni Battista Bolognesi, bispo de Belluno e Feltre.
Ele foi promovido à Sé Patriarcal de Veneza, mantendo a administração da Sé de Chioggia ad beneplacitum Sanctis Sedis, em 22 de junho de 1877. Fez sua entrada solene no patriarcado por mar em 21 de outubro de 1877.
Foi criado cardeal pelo Papa Leão XIII no Consistório de 27 de março de 1882, recebendo o barrete vermelho e o título de cardeal-presbítero de Santo Eusébio em 30 de março. No Consistório de 7 de junho de 1886 optou pelo título de Nossa Senhora da Paz.
Morreu em 31 de dezembro de 1891, em Veneza. Foi velado na catedral patriarcal de Veneza, onde ocorreu o funeral em 13 de janeiro, com a participação da nobreza, do povo e de representantes da monarquia e enterrado na capela dos cônegos no cemitério de San Michele de Veneza.